# ヴェガード則
金属工学におけるヴェガード則（英: Vegard's law）は、合金の格子定数と組成元素の濃度におおよその比例関係が成り立つという経験則である。1921年にラーシュ・ヴェガードが、2種類の成分からなる固溶体の格子定数はおおよそ各成分の格子定数の加重平均であることを発見した。
{\displaystyle a_{\mathrm {A} _{(1-x)}\mathrm {B} _{x}}=(1-x)\ a_{\mathrm {A} }+x\ a_{\mathrm {B} }}
例えば、半導体InPxAs1-xを考えると、組成濃度と格子定数{\displaystyle {\mathit {a}}}には次のような関係が存在する。
{\displaystyle {\mathit {a}}_{InPAs}={\mathit {x}}{\mathit {a}}_{InP}+(1-{\mathit {x}}){\mathit {a}}_{InAs}}
ただし、実際の固溶体のデータは、しばしばヴェガード則の線形的な挙動から逸脱することが観察される。この乖離に関する詳細な研究はKingらによって行われた。
このため、対象とする系の格子定数の実験データが手に入らないときに、大まかな推定値を得るためにヴェガード則を用いることが多い。また、ヴェガード則に近似的に従うことが知られている系ではX線回折データから固溶体の組成を推定するために近似式として用いられる。